# Ahmed Hafnaoui
Ahmed Hafnaoui (ur. 4 grudnia 2002 w Al-Matlawi) – tunezyjski pływak specjalizujący się w stylu dowolnym, mistrz olimpijski i mistrz świata.

## Kariera
W 2018 roku na mistrzostwach Afryki w Algierze zdobył srebrny medal w sztafecie 4 × 200 m stylem dowolnym i brąz w sztafecie 4 × 100 m stylem dowolnym. Indywidualnie wywalczył również brązowe medale w konkurencjach 800 i 1500 m stylem dowolnym, uzyskawszy odpowiednio czasy 8:08,74 i 15:45,46.
Trzy lata później, podczas igrzysk olimpijskich w Tokio zwyciężył na dystansie 400 m stylem dowolnym z czasem 3:43,36. Jest trzecim pływakiem w historii, któremu udało się zdobyć złoty medal z ósmego toru, zarezerwowanego dla najsłabszego zawodnika w eliminacjach.
Na mistrzostwach świata w Fukuoce zwyciężył na dystansie 800 m stylem dowolnym, uzyskawszy czas 7:37,00. W konkurencji 400 m stylem dowolnym zdobył srebro, ustanawiając czasem 3:40,70 rekord Afryki.